# Bukovce (powiat Stropkov)
Bukovce – wieś (obec) na Słowacji położona w kraju preszowskim, w powiecie Stropkov. Pierwsze wzmianki o miejscowości pochodzą z 1379 roku.
Według danych z dnia 31 grudnia 2012 roku, wieś zamieszkiwały 533 osoby, w tym 264 kobiety i 269 mężczyzn.
W 2001 roku rozkład populacji względem narodowości i przynależności etnicznej wyglądał następująco:
- Słowacy – 91,86%
- Romowie – 0,17%
- Rusini – 5,93%
- Ukraińcy – 0,51%

Ze względu na wyznawaną religię struktura mieszkańców kształtowała się w 2001 roku następująco:
- Katolicy rzymscy – 3,73%
- Grekokatolicy – 92,20%
- Ewangelicy – 0,34%
- Prawosławni – 1,02%
- Ateiści – 0,17%
- Nie podano – 2,54%